# Jorge Arguedas Mora
Jorge Arturo Arguedas Mora es un sindicalista, técnico en telecomunicaciones y político costarricense. Fue diputado de la República (2014-2018).  mediante el Frente Amplio. 
Cursó la primaria en la Escuela Presbítero Yanuario Quesada y la secundaria en el Liceo Luis Dobles Segreda y el Justo A. Facio. Cursó estudios técnicos en Telecomunicaciones dentro y fuera del país. Dentro del Instituto Costarricense de Electricidad ejerció como Director de Construcción de Telecomunicaciones (1974-1984), Área de Diseño UEN y Desarrollo y Ejecución de Proyectos (1984-2005).

## Carrera política
Fue miembro de la célula “Juan Rafael Mora Porras” dentro del ICE, seccional del Partido Vanguardia Popular entre 1973 y 1984; Secretario de la Asociación Nacional de Técnicos en Telecomunicaciones - ANTTEC (1981-1985); vicepresidente para Centroamérica de la Central Latinoamericana de Trabajadores de las Comunicaciones. Coordinador del Frente Interno de Trabajadores del ICE en la lucha contra el Combo del ICE, Coordinador de la Representación Social en la Comisión Mixta Legislativa posterior, Presidente de ANTTEC (1986-2014), coordinador del Frente Interno de Trabajadores del ICE (2003-2004). Arguedas fue elegido candidato a diputado por el segundo lugar de San José por el partido de izquierda Frente Amplio.

## Polémicas
Durante la campaña salió a la luz que Arguedas tuvo una denuncia por agresión doméstica de su exesposa años atrás. Esto causó que la Asamblea Nacional del Frente Amplio lo destituyera como candidato a diputado, sin embargo un recurso de amparo interpuesto ante el Tribunal Supremo de Elecciones anuló la decisión manteniendo su candidatura. Tras las elecciones Arguedas se integró a la bancada frentamplista.